# Epitemna marginata
Epitemna marginata är en insektsart som först beskrevs av Walker 1851.  Epitemna marginata ingår i släktet Epitemna och familjen Ricaniidae. Inga underarter finns listade i Catalogue of Life.